# قرحتا (ريف دمشق)
بلدة قرحتا بلدة سورية تابعة لمنطقة مدينة دوما، محافظة ريف دمشق، سوريا، تقع شمال غربي ناحية الغزلانية بالتماس مع الخط الوهمي المحدد لقطاع منطقة مدينة دوما، وترتفع عن سطح البحر 630 م.
تحدها القرى والبلدات التالية: حوش السلطان - البياض - نجها، ومن الشرق الجنوبي ناحية الغزلانية.